# Hugh Shearer
Hugh Lawson Shearer (Martha Brae, 11 april 1923 - 2 maart 2004) was een Jamaicaans politicus voor de Jamaica Labour Party (JLP). Tussen 1967 en 1972 was hij de derde premier van zijn land.

## Carrière
Shearer werd geboren in een klein dorp in Trelawny. Hij won een beurs om school te kunnen lopen in Kingston. Hij werd daarna journalist en werd tegelijk actief binnen de vakbeweging BITU (Bustamante Industriële Vakbond). In 1949 kwam hij voor het eerst op bij verkiezingen namens de Jamaica Labour Party, maar hij raakte niet verkozen. In 1955 raakte hij wel verkozen en hij zetelde tot 1959 in het Huis van Afgevaardigden. In 1959 werd hij niet herkozen. Hij werd in 1960 vicevoorzitter van de vakbond BITU.
In 1961 voerde Shearer samen met de JLP campagne voor een onafhankelijk Jamaica, los van een West Indies Federation. Zijn partij haalde een grote overwinning en Shearer werd verkozen. Hij zetelde eerst in de Legislative Council (wetgevende raad). Daarna werd hij minister zonder portefeuille en afgevaardigde bij de Verenigde Naties.
In 1967 werd Shearer verkozen in het Huis van Afgevaardigden en in de nieuwe regering werd hij minister van Buitenlandse Zaken. Na het overlijden van premier Donald Sangster datzelfde jaar werd Shearer aangeduid als zijn vervanger. Hij werd op 11 april 1967 premier van Jamaica. Tijdens zijn regeerperiode had hij veel aandacht voor de economie, het onderwijs en wegenbouw.
Bij de verkiezingen in 1972 leed de JLP een grote nederlaag met een verlies van 17 zetels. Shearer werd als premier opgevolgd door Michael Manley van de People's National Party (PNP). Shearer gaf in 1974 zijn parlementszetel op en keerde terug naar de vakbeweging. In 1977 werd hij voorzitter van BITU.
In 1980 keerde hij terug naar de politiek en werd opnieuw minister van Buitenlandse Zaken en tevens vicepremier namens de JLP. Hij bleef minister tot 1989 en parlementslid tot 1993.

## Eerbewijzen
- Order of Jamaica, 1990
- Order of the Nation, 2002

Shearer werd in kreeg eredoctoraten van Howard University (1968) en University of the West Indies (1994).